# Markaj
Markaj – wieś położona w południowo-wschodniej części Albanii w gminie Bujan. Wieś znajduje się 105 kilometrów od stolicy państwa, Tirany.

## Demografia
Według spisu ludności z 1989 roku we wsi Markaj mieszkało 835 mieszkańców.